# Gliese 69
Gliese 69 è una stella della sequenza principale (classe spettrale K5-V), che si trova alla distanza di circa 43 anni luce dal sistema solare.
Pur essendo una stella relativamente vicina, non è visibile ad occhio nudo dalla Terra a causa della sua scarsa luminosità.
Nomi alternativi per la stella sono: HD-10436, HIP-8070, LHS-1291.